# Masatoshi Aki
Masatoshi Aki (安藝 正俊 Aki Masatoshi?, nacido el 9 de julio de 1990 en Tokio) es un futbolista japonés que se desempeña como defensa.

## Trayectoria

### Clubes
| Club           | País  | Año         |
| -------------- | ----- | ----------- |
| SC Sagamihara  | Japón | 2013 - 2016 |
| Vonds Ichihara | Japón | 2016 - 2017 |

## Estadística de carrera

### J. League
| Club          | Año   | J. League | J. League | Copa J. League | Copa J. League | Total | Total |
| Club          | Año   | Part.     | Goles     | Part.          | Goles          | Part. | Goles |
| ------------- | ----- | --------- | --------- | -------------- | -------------- | ----- | ----- |
| SC Sagamihara | 2014  | 3         | 0         | -              | -              | 3     | 0     |
| SC Sagamihara | 2015  | 16        | 2         | -              | -              | 16    | 2     |
| SC Sagamihara | 2016  | 2         | 0         | -              | -              | 2     | 0     |
| Total         | Total | 21        | 2         | 0              | 0              | 21    | 2     |